# Scandalo delle lenzuola d'oro
Lo scandalo delle lenzuola d'oro fu uno scandalo che investì i vertici delle Ferrovie dello Stato.

## Storia
Il nome trae origine dal fatto che le forniture di biancheria per i treni notturni, ovvero le lenzuola per le cuccette dei vagoni letto, vennero pagate a prezzi gonfiati e fuori mercato. 
Lo scandalo scoppiò il 25 novembre 1988, quando l'intero consiglio di amministrazione delle Ferrovie dello Stato fu costretto a dimettersi per l'assegnazione nel 1979 all'imprenditore avellinese Elio Graziano ed alla sua impresa Idaff, di un grosso appalto da 150 miliardi di lire (circa 443 milioni di euro) per la fornitura di biancheria per i vagoni letto. L'inchiesta nacque da una denuncia dell'imprenditore Antonio Ayroldi, concorrente di Graziano che aveva perso la gara d'appalto.
I vertici delle Ferrovie vennero arrestati e condotti in carcere. Rimase coinvolto nella vicenda anche Lodovico Ligato, ex parlamentare DC e presidente delle Ferrovie dello Stato che sarà in seguito ucciso in un agguato dalla 'ndrangheta a Bocale (RC) il 27 agosto 1989. In tutto al processo furono imputate 56 persone, ed il pubblico ministero richiese condanne per un totale di 170 anni di reclusione. La sentenza del 17 aprile 1993 comminò un totale di 52 anni a 16 imputati. Le pene più gravi furono per Giovanni Colletti (ex direttore generale delle Ferrovie) condannato a sei anni e per l'imprenditore Elio Graziano condannato a cinque anni e mezzo di reclusione. Furono invece assolti per mancanza di prove i 4 consiglieri d'amministrazione tra cui Ruggero Ravenna.